# أكام هاشم
أكام هاشم رحمن (16 أغسطس 1998) هو لاعب كرة قدم عراقي، من مواليد محافظة أربيل، يلعب لنادي الزوراء والمنتخب الوطني العراقي.

## إحصائيات

### الأهداف الدولية مع المنتخب
نتيجة العراق مدرجة أولًا. يشير عمود الهدف إلى النتيجة بعد كل هدف سجله اكام.
|  | يشير إلى فوز العراق بالمباراة     |
|  | يشير إلى انتهاء المباراة بالتَّعادل |
|  | يشير إلى خسارة العراق في المباراة |

| #  | التاريخ     | المكان                  | الخصم  | الهدف | النتيجة | المسابقة               |
| -- | ----------- | ----------------------- | ------ | ----- | ------- | ---------------------- |
| 1. | 2 آذار 2025 | ملعب جذع النخلة، البصرة | الكويت | 1–2   | 2–2     | تصفيات كأس العالم 2026 |

## روابط خارجية
- أكام هاشم على موقع كووورة